# Seznam zmagovalcev Odprtega prvenstva Avstralije - ženske dvojice
Seznam zmagovalcev teniškega turnirja Odprto prvenstvo Avstralije med ženskimi dvojicami.

## Zmagovalke po letih
| Leto       | Zmagovalki                                      | Drugi                                             | Rezultat finala      |
| ---------- | ----------------------------------------------- | ------------------------------------------------- | -------------------- |
| 1922       | Esna Boyd Robertson Marjorie Mountain           | Floris St. George Gwen Utz                        | 1-6, 6-4, 7-5        |
| 1923       | Esna Boyd Robertson Sylvia Lance Harper         | Margaret Molesworth Beryl Turner                  | 6-1, 6-4             |
| 1924       | Daphne Akhurst Cozens Sylvia Lance Harper       | Kathrine Le Mesurier Meryl O'Hara Wood            | 7-5, 6-2             |
| 1925       | Sylvia Lance Harper Daphne Akhurst Cozens       | Esna Boyd Robertson Kathrine Le Mesurier          | 6-4, 6-3             |
| 1926       | Meryl O'Hara Wood Esna Boyd Robertson           | Daphne Akhurst Cozens Marjorie Cox Crawford       | 6-3, 6-8, 8-6        |
| 1927       | Meryl O'Hara Wood Louise Bickerton              | Esna Boyd Robertson Sylvia Lance Harper           | 6-3, 6-3             |
| 1928       | Daphne Akhurst Cozens Esna Boyd Robertson       | Kathrine Le Mesurier Dorothy Weston               | 6-3, 6-1             |
| 1929       | Daphne Akhurst Cozens Louise Bickerton          | Sylvia Lance Harper Meryl O'Hara Wood             | 6-2, 3-6, 6-2        |
| 1930       | Margaret Molesworth Emily Hood Westacott        | Marjorie Cox Crawford Sylvia Lance Harper         | 6-3, 0-6, 7-5        |
| 1931       | Daphne Akhurst Cozens Louise Bickerton          | Nell Lloyd Gwen Utz                               | 6-0, 6-4             |
| 1932       | Coral McInnes Buttsworth Marjorie Cox Crawford  | Kathrine Le Mesurier Dorothy Weston               | 6-2, 6-2             |
| 1933       | Margaret Molesworth Emily Hood Westacott        | Joan Hartigan Bathurst Marjorie Gladman Van Ryn   | 6-3, 6-2             |
| 1934       | Margaret Molesworth Emily Hood Westacott        | Joan Hartigan Bathurst Ula Valkenburg             | 6-8, 6-4, 6-4        |
| 1935       | Evelyn Dearman Nancy Lyle Glover                | Louise Bickerton Nell Hall Hopman                 | 6-3, 6-4             |
| 1936       | Thelma Coyne Long Nancye Wynne Bolton           | May Blick Katherine Woodward                      | 6-2, 6-4             |
| 1937       | Thelma Coyne Long Nancye Wynne Bolton           | Nell Hall Hopman Emily Hood Westacott             | 6-2, 6-2             |
| 1938       | Thelma Coyne Long Nancye Wynne Bolton           | Dorothy Bundy Cheney Dorothy Workman              | 9-7, 6-4             |
| 1939       | Thelma Coyne Long Nancye Wynne Bolton           | May Hardcastle Emily Hood Westacott               | 7-5, 6-4             |
| 1940       | Thelma Coyne Long Nancye Wynne Bolton           | Joan Hartigan Bathurst Emily Niemeyer             | 7-5, 6-2             |
| 1941 1945  | Druga svetovna vojna                            | Druga svetovna vojna                              | Druga svetovna vojna |
| 1946       | Joyce Fitch Mary Bevis Hawton                   | Nancye Wynne Bolton Thelma Coyne Long             | 9-7, 6-4             |
| 1947       | Thelma Coyne Long Nancye Wynne Bolton           | Mary Bevis Hawton Joyce Fitch                     | 6-3, 6-3             |
| 1948       | Thelma Coyne Long Nancye Wynne Bolton           | Mary Bevis Hawton Pat Jones                       | 6-3, 6-3             |
| 1949       | Thelma Coyne Long Nancye Wynne Bolton           | Doris Hart Marie Toomey                           | 6-0, 6-1             |
| 1950       | Louise Brough Clapp Doris Hart                  | Nancye Wynne Bolton Thelma Coyne Long             | 6-2, 2-6, 6-3        |
| 1951       | Thelma Coyne Long Nancye Wynne Bolton           | Joyce Fitch Mary Bevis Hawton                     | 6-2, 6-1             |
| 1952       | Thelma Coyne Long Nancye Wynne Bolton           | Allison Burton Baker Mary Bevis Hawton            | 6-1, 6-1             |
| 1953       | Maureen Connolly Brinker Julie Sampson Haywood  | Mary Bevis Hawton Beryl Penrose Collier           | 6-4, 6-2             |
| 1954       | Mary Bevis Hawton Thelma Coyne Long             | Hazel Redick Smith Julia Wipplinger               | 6-3, 8-6             |
| 1955       | Mary Bevis Hawton Beryl Penrose Collier         | Nell Hall Hopman Gwen Thiele                      | 7-5, 6-1             |
| 1956       | Mary Bevis Hawton Thelma Coyne Long             | Mary Carter Reitano Beryl Penrose Collier         | 6-2, 5-7, 9-7        |
| 1957       | Althea Gibson Shirley Fry Irvin                 | Mary Bevis Hawton Fay Muller                      | 6-2, 6-1             |
| 1958       | Mary Bevis Hawton Thelma Coyne Long             | Lorraine Coghlan Robinson Angela Mortimer Barrett | 7-5, 6-8, 6-2        |
| 1959       | Renee Schuurman Haygarth Sandra Reynolds Price  | Lorraine Coghlan Robinson Mary Carter Reitano     | 7-5,6-4              |
| 1960       | Maria Bueno Christine Truman Janes              | Lorraine Coghlan Robinson Margaret Court          | 6-2, 5-7, 6-2        |
| 1961       | Mary Carter Reitano Margaret Court              | Mary Bevis Hawton Jan Lehane O'Neill              | 6-4, 3-6, 7-5        |
| 1962       | Margaret Court Robyn Ebbern                     | Darlene Hard Mary Carter Reitano                  | 6-4, 6-4             |
| 1963       | Margaret Court Robyn Ebbern                     | Jan Lehane O'Neill Lesley Turner Bowrey           | 6-1, 6-3             |
| 1964       | Judy Tegart Dalton Lesley Turner Bowrey         | Robyn Ebbern Margaret Smith Court                 | 6-4, 6-4             |
| 1965       | Margaret Court Lesley Turner Bowrey             | Robyn Ebbern Billie Jean King                     | 1-6, 6-2, 6-3        |
| 1966       | Carole Caldwell Graebner Nancy Richey           | Margaret Court Lesley Turner Bowrey               | 6-4, 7-5             |
| 1967       | Lesley Turner Bowrey Judy Tegart Dalton         | Lorraine Coghlan Robinson Evelyn Terras           | 6-0, 6-2             |
| 1968       | Karen Krantzcke Kerry Melville Reid             | Judy Tegart Dalton Lesley Turner Bowrey           | 6-4, 3-6, 6-2        |
| 1969       | Margaret Court Judy Tegart Dalton               | Rosemary Casals Billie Jean King                  | 6-4, 6-4             |
| 1970       | Margaret Court Judy Tegart Dalton               | Karen Krantzcke Kerry Melville Reid               | 6-3, 6-1             |
| 1971       | Evonne Goolagong Margaret Court                 | Jill Emmerson Lesley Hunt                         | 6-0, 6-0             |
| 1972       | Kerry Harris Helen Gourlay Cawley               | Patricia Coleman Gregg Karen Krantzcke            | 6-0, 6-4             |
| 1973       | Margaret Court Virginia Wade                    | Kerry Harris Kerry Melville Reid                  | 6-4, 6-4             |
| 1974       | Evonne Goolagong Cawley Peggy Michel            | Kerry Harris Kerry Melville Reid                  | 7-5 6-3              |
| 1975       | Evonne Goolagong Cawley Peggy Michel            | Margaret Court Olga Morozova                      | 7-6, 7-6             |
| 1976       | Evonne Goolagong Cawley Helen Gourlay Cawley    | Lesley Turner Bowrey Renáta Tomanová              | 8-1                  |
| 1977 (jan) | Dianne Fromholtz Balestrat Helen Gourlay Cawley | Kerry Melville Reid Betsy Nagelsen                | 5-7, 6-1, 7-5        |
| 1977 (dec) | Evonne Goolagong Cawley Helen Gourlay Cawley    | Mona Schallau Guerrant Kerry Melville Reid        | Dež                  |
| 1978       | Betsy Nagelsen Renáta Tomanová                  | Naoko Sato Pam Whytcross                          | 7-5, 6-2             |
| 1979       | Judy Connor Chaloner Diane Evers Brown          | Leanne Harrison Marcella Mesker                   | 6-1, 3-6, 6-0        |
| 1980       | Martina Navrátilová Betsy Nagelsen              | Ann Kiyomura Candy Reynolds                       | 6-4, 6-4             |
| 1981       | Kathy Jordan Anne Smith                         | Martina Navrátilová Pam Shriver                   | 6-2, 7-5             |
| 1982       | Martina Navrátilová Pam Shriver                 | Claudia Kohde-Kilsch Eva Pfaff                    | 6-4, 6-2             |
| 1983       | Martina Navrátilová Pam Shriver                 | Anne Hobbs Wendy Turnbull                         | 6-4, 6-7, 6-2        |
| 1984       | Martina Navrátilová Pam Shriver                 | Claudia Kohde-Kilsch Helena Suková                | 6-3, 6-4             |
| 1985       | Martina Navrátilová Pam Shriver                 | Claudia Kohde-Kilsch Helena Suková                | 6-3, 6-4             |
| 1986       | Sprememba termina                               | Sprememba termina                                 | Sprememba termina    |
| 1987       | Martina Navrátilová Pam Shriver                 | Zina Garrison Lori McNeil                         | 6-1, 6-0             |
| 1988       | Martina Navrátilová Pam Shriver                 | Chris Evert Wendy Turnbull                        | 6-0, 7-5             |
| 1989       | Martina Navrátilová Pam Shriver                 | Patty Fendick Jill Hetherington                   | 3-6, 6-3, 6-2        |
| 1990       | Jana Novotná Helena Suková                      | Patty Fendick Mary Joe Fernández                  | 7–6(5), 7–6(6)       |
| 1991       | Patty Fendick Mary Joe Fernández                | Gigi Fernández Jana Novotná                       | 7–6(4), 6–1          |
| 1992       | Arantxa Sánchez Vicario Helena Suková           | Mary Joe Fernández Zina Garrison                  | 6–4, 7–6(3)          |
| 1993       | Gigi Fernández Natalija Zverjeva                | Pam Shriver Elizabeth Sayers Smylie               | 6–4, 6–3             |
| 1994       | Gigi Fernández Natalija Zverjeva                | Patty Fendick Meredith McGrath                    | 6–e, 4–6, 6–4        |
| 1995       | Jana Novotná Arantxa Sánchez Vicario            | Gigi Fernández Natalija Zverjeva                  | 6–3, 6–7(7), 6–4     |
| 1996       | Chanda Rubin Arantxa Sánchez Vicario            | Lindsay Davenport Mary Joe Fernández              | 7–5, 2–6, 6–4        |
| 1997       | Martina Hingis Natalija Zverjeva                | Lindsay Davenport Lisa Raymond                    | 6–2, 6–2             |
| 1998       | Martina Hingis Mirjana Lučić                    | Lindsay Davenport Natalija Zverjeva               | 6–4, 2–6, 6–3        |
| 1999       | Martina Hingis Ana Kurnikova                    | Lindsay Davenport Natalija Zverjeva               | 7–5, 6–3             |
| 2000       | Lisa Raymond Rennae Stubbs                      | Martina Hingis Mary Pierce                        | 6–4, 5–7, 6–4        |
| 2001       | Serena Williams Venus Williams                  | Lindsay Davenport Corina Morariu                  | 6–2, 4–6, 6–4        |
| 2002       | Martina Hingis Ana Kurnikova                    | Daniela Hantuchová Arantxa Sánchez Vicario        | 6–2, 6–7(7), 6–1     |
| 2003       | Serena Williams Venus Williams                  | Virginia Ruano Pascual Paola Suárez               | 4–6, 6–4, 6–3        |
| 2004       | Virginia Ruano Pascual Paola Suárez             | Svetlana Kuznecova Jlena Lihovceva                | 6–4, 6–3             |
| 2005       | Svetlana Kuznecova Alicia Molik                 | Lindsay Davenport Corina Morariu                  | 6–3, 6–4             |
| 2006       | Zi Yan Jie Zheng                                | Lisa Raymond Samantha Stosur                      | 2–6, 7–6(7), 6–3     |
| 2007       | Cara Black Liezel Huber                         | Chan Yung-jan Chuang Chia-jung                    | 6–4, 6–7(4), 6–1     |
| 2008       | Alona Bondarenko Kateryna Bondarenko            | Viktorija Azarenka Shahar Pe'er                   | 2–6, 6–1, 6–4        |
| 2009       | Serena Williams Venus Williams                  | Daniela Hantuchová Ai Sugijama                    | 6–3, 6–3             |
| 2010       | Serena Williams Venus Williams                  | Cara Black Liezel Huber                           | 6–4, 6–3             |
| 2011       | Gisela Dulko Flavia Pennetta                    | Viktorija Azarenka Marija Kirilenko               | 2-6, 7-5, 6-1        |
| 2012       | Svetlana Kuznecova Vera Zvonarjova              | Sara Errani Roberta Vinci                         | 5–7, 6–4, 6–3        |
| 2013       | Sara Errani Roberta Vinci                       | Ashleigh Barty Casey Dellacqua                    | 6–2, 3–6, 6–2        |
| 2014       | Sara Errani Roberta Vinci                       | Jekaterina Makarova Jelena Vesnina                | 6–4, 3–6, 7–5        |
| 2015       | Bethanie Mattek-Sands Lucie Šafářová            | Chan Yung-jan Zheng Jie                           | 6–4, 7–6(7–5)        |
| 2016       | Martina Hingis Sania Mirza                      | Andrea Hlaváčková Lucie Hradecká                  | 7–6(7–1), 6–3        |
| 2017       | Bethanie Mattek-Sands Lucie Šafářová            | Andrea Hlaváčková Peng Shuai                      | 6–7(4–7), 6–3, 6–3   |
| 2018       | Tímea Babos Kristina Mladenovic                 | Jekaterina Makarova Jelena Vesnina                | 6–4, 6–3             |
| 2019       | Samantha Stosur Žang Šuai                       | Tímea Babos Kristina Mladenovic                   | 6–3, 6–4             |
| 2020       | Tímea Babos Kristina Mladenovic                 | Hsieh Su-wei Barbora Strýcová                     | 6–2, 6–1             |
| 2021       | Elise Mertens Arina Sabalenka                   | Barbora Krejčíková Kateřina Siniaková             | 6–2, 6–3             |
| 2022       | Barbora Krejčíková Kateřina Siniaková           | Ana Danilina Beatriz Haddad Maia                  | 6–7(3–7), 6–4, 6–4   |
| 2023       | Barbora Krejčíková Kateřina Siniaková           | Šhuko Aojama Ena Šibahara                         | 6–4, 6–3             |
| 2024       | Hsieh Su-wei Elise Mertens                      | Ljudmila Kičenok Jeļena Ostapenko                 | 6–1, 7–5             |
| 2025       | Kateřina Siniaková Taylor Townsend              | Hsieh Su-wei Jeļena Ostapenko                     | 6–2, 6–7(4–7), 6–3   |